# Manifesto Scratchware
O Manifesto Scratchware apareceu no site Home Of The Underdogs no ano 2000 e foi escrito por alguns criadores de jogos anônimos. Há duas maneiras de interpretá-lo. Algumas pessoas preferem ver o manifesto como uma crítica construtiva à indústria de jogos, que procura colocar ela de volta no lugar, para que ela sirva aos interesses dos criadores e dos jogadores. Porém, há o lado mais radical do manifesto, que se resume pela frase: "Morte à indústria de jogos, viva os jogos!" Isto significa não uma reforma da indústria de jogos, mas efetivamente seu fim. E a ideia é que jogos são uma expressão humana, independente da tecnologia que usem, e devem ser liberados da prisão que a indústria massificada os colocou. Liberdade para os jogos é a mensagem.
O Manifesto Scratchware é supostamente um documento de domínio público, livre para usar e adicionar a intenção de alguém em espalhar a palavra.
Scratchware é um termo cunhado no Manifesto Scratchware em referência aos jogos. Se o jogo tem conteúdo original, oferece grande jogabilidade e longevidade, tem um aspecto profissional, é livre de bugs, custa 25 dólares ou menos para o programa completo, e foi feito por três pessoas ou menos, é scratchware.